# Кулль, Раймонд
Раймонд Кулль (эст. Raimund Kull; 3 октября 1882, Нарва — 10 октября 1942, Таллин) — эстонский дирижёр и музыкальный педагог.

## Биография
Окончил музыкальную школу в Нарве. Играл в духовом оркестре Владимирского полка в Санкт-Петербурге, в городском театре Нарвы. В 1906 г. окончил с отличием Санкт-Петербургскую консерваторию по классу тромбона у Франца Тюрнера, занимался также в классе валторны Яна Тамма. В 1903 г. дебютировал как дирижёр с музыкантами эстонской школы в Петербурге. С 1909 г. работал дирижёром в Казани, затем в Баку.
В 1912—1920 гг. главный дирижёр оперного театра «Эстония», в дальнейшем в разные годы один из его дирижёров, некоторое время — музыкальный руководитель. Среди важнейших постановок Кулля в Таллинской опере — «Травиата» Верди и «Дочь полка» Доницетти (обе 1916), «Вольный стрелок» Вебера (1920); по мнению современного критика, с именем Кулля связана постановка на таллинской сцене важнейших произведений мирового оперного репертуара.
В 1918—1927 гг. Кулль руководил оркестром Военно-морских сил Эстонии, гастролировал с этим коллективом в Риге, Будапеште, Варшаве. В 1934—1939 гг. Кулль был постоянным дирижёром Симфонического оркестра Эстонского радио.
С 1929 г. Кулль вёл в Таллинской консерватории класс тромбона.